# Воден дух (славянска митология)
Водният дух във вярванията и фолклора на славянските народи е свръхестествено същество, явяващо се въплъщение на водната стихия, като отрицателно и опасно начало, и олицетворяващо тайнствените водни дълбини, където и живее. Сред различните славянски народи той е познато под различни имена и образи, но повсеместно се схваща като повелител на обитаваните от него води и техните обитатели: риби и други водни животни, но също  и на неговите стада от различни домашни животни с по-сухоземен характер: овце, коне крави. Разполага се в каменни дворци, в които е настанено и семейството му - жена му  (тя може да бъде от т. нар. водни деви) и децата му. Силата на водния дух е във водата, когато е на сушата е немощен и слаб.
В различни представи може да бъде единствен воден дух или да бъдат много на брой - обитатели на водните басейни (най-вече - на езерата, блатата, дълбоките речни вирове, бентовете при водениците). Обикновено се смятат неблагоразположени към хората и дори техни убийци – издебващи и давещи непредпазливите, а особено тези, които се къпят във водоемите след залез слънце. Във връзка с това са се принасяли и жертви на тези демони. В Архангелската губерния на Руската империя - кон, който се е купувал без пазарлък, челото му е намазвано с мед и е бивал удавян с помощта на два воденични камъка. На едно от Августовските езера край Бялисток (Полша), във водите е хвърляна кокошка. Има и поверие, че не бива да се спасява давещ се човек (удавник), за да не отслабне водата.

## Водни духове сред славянските народи

### Руси
Наименованието под което е познат най-вече водния дух у русите е водяной (на руски: водяной, водяной дедушка, водяной шут, водяник, водовик). Според вярванията този воден дух обича черния цвят (кръвта му е черна, облича се в черно и т.н.) и по тази причина в жертва са му принасяни черни животни – козли и петли. Съществува и практиката във водениците да се отглеждат черни животни, които са му любими.
Представян е обикновено като старец (често плешив) с дълга брада, подпухнали тяло и лице, с пояс от водорасли и шапка от рибарска мрежа; понякога - с гъши крака. Носи жезъл от водни растения и може да се превъплъщава в различни образи (например се преобразява в риба, но може и човешки облик, при което се разпознава по това, че от лявата пола на дрехата му капе вода).

### Словенци, словаци
У словенците това същество се нарича водни (на словенски: vodni, povodni, diviji moz, muk). Представяно е различно: като красив момък, ловец или едър старец, мъж с дълги мустаци (те, както и косата му може да са зелени, също и тялото му до кръста, а от кръста надолу да е риба, или пък да е облечен със зелена горна дреха, пъстри панталони, червена шапка и сребърни или стъклени обувки). Под същото име (на словашки: vodni, vodnik) водният дух е познат и сред словаците, при които се среща вярването, че водните духове могат да приемат образа на деца, примамвайки при лунна светлина хората във водата.

### Чехи, лужишки сърби, поляци
Сред чехите водният дух е известен, като водник (на чешки: vodnik, vodni muz, muzicek). Представян е като дребен мъж с ястребов нос, зелена коса и очи, като от дясното му око капе кръв, а от косата – вода. Облечен в разноцветни дрехи (червено/зелено дълго палто със златни копчета, жълти панталони, зелена шапка с червено цвете), той държи зелена пръчка, с която удря водата и тя се отдръпва пред него. Мек е като восък и затова - неуловим. Също водник (на полски: Wodnik, Wodnica, Topielec, Toplec, Topielnica) е наименованието на водния дух сред поляците.
Водния дух сред лужишките сърби е наричан водни муж (на лужишки: Wodny muž, Wodnykus, Wodna žena, Nyks, Nykus), а образът му е аналогичен на чешкия. Сред долнолужишките сърби е разпространена представата, че този дух се превъплъщава в различни същества, но най-често явявайки се в като дете в бяла ризка, а жена му е обикновено под образа на жаба.

### Българи
Според българските вярвания всяка вода има стопан (дух-пазител), който най-често се явява в образа на животно – риба, жаба, змия, гущер, овен, но липсва ясно обособена обща представа воден дух. Във фолклора на Странджа и Пиринско все пак присъства образът на демон, наречен топък (топик), дух-пазител на водоем, произлязъл от душата на удавник и появяващ се нощно време в образа на куче или патица. Спорадично (в Монтанско, Рабиша, Угърчин, Костенец, Свещари) се среща представата и за воден дух в образа на бик, излизащ нощем от водата и борещ се с противник, най-често - със селския бик, при победа на който водният изчезва, както и водите, от които е излязъл.
По-често представите за водни вълшебни създания са за женски такива, като самодивите и русалките, живеещи в или край водните басейни (езера, реки). Сред част от българското население в Македония (Велешко) съществува представата за т. нар. стии (стихии) – злотворни женски водни духове, давещи хора.